# Židovský hřbitov ve Vlachově Březí
Židovský hřbitov ve Vlachově Březí se nachází na severním okraji města Vlachovo Březí, okres Prachatice. Přístupný je malou cestičkou z ohybu Komenského ulice před základní školou nebo po ulici a později polní cestě odbočující doleva kolem knihovny z Pražské silnice na Újezdec.
Hřbitov, který má rozlohu 1378 m2, byl založen před rokem 1692 a poslední pohřeb se zde konal roku 1932.
V roce 1963 byl hřbitov, na němž se zachovalo asi 170 náhrobků (nejstarší čitelný je z roku 1729), vyhlášen kulturní památkou.
Na kamenné bráně stojí nápis:
Mene, tekel... volá čas,
zde se sejdem všichni zas.
K poli mrtvých, kde je klid,
s úctou vzhlížej všechen lid.
Na pozemku hřbitova rostou dva památné stromy (jasan ztepilý a javor mléč), společně chráněné od roku 1990. Od 21. února 2017 je ochrana zrušena z důvodu poškození v důsledku vichřice a napadení chorobami.
Samostatná židovská obec přestala existovat k 30. červnu 1893 po reorganizaci židovských náboženských obcí na základě zákona 57/1890 ř. z. Do okupace se o hřbitov starala židovská obec ve Volyni.

## Galerie

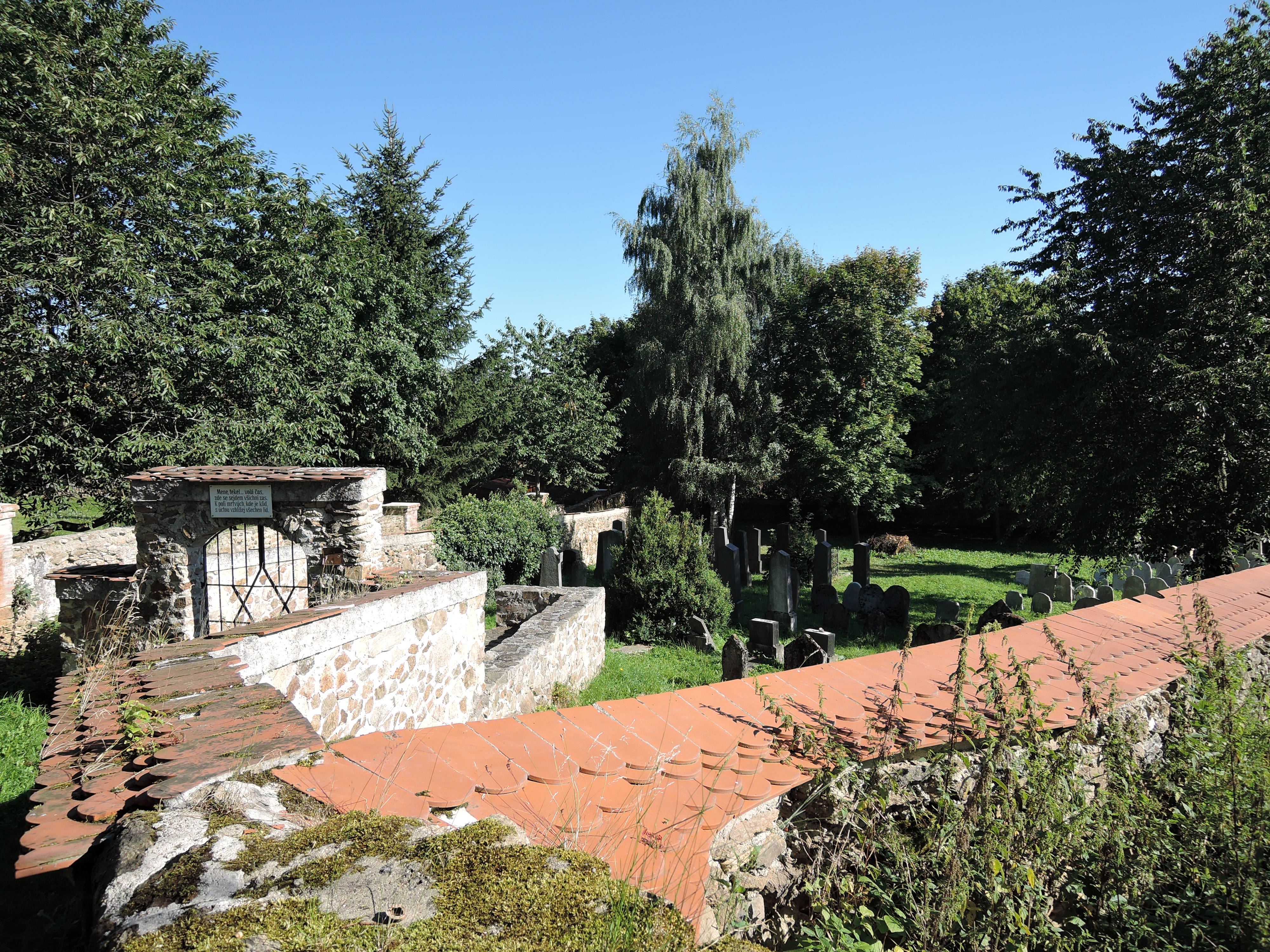
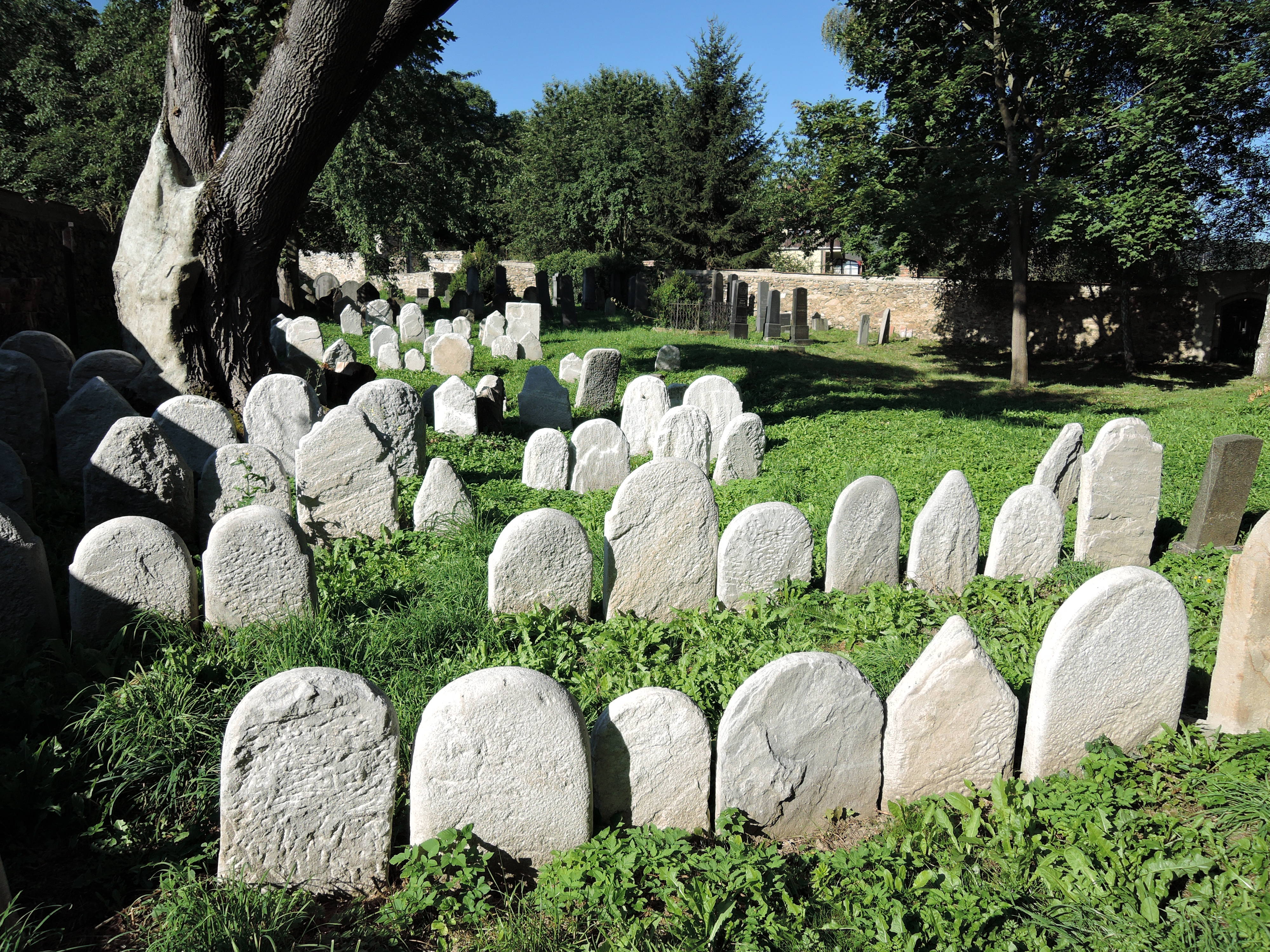
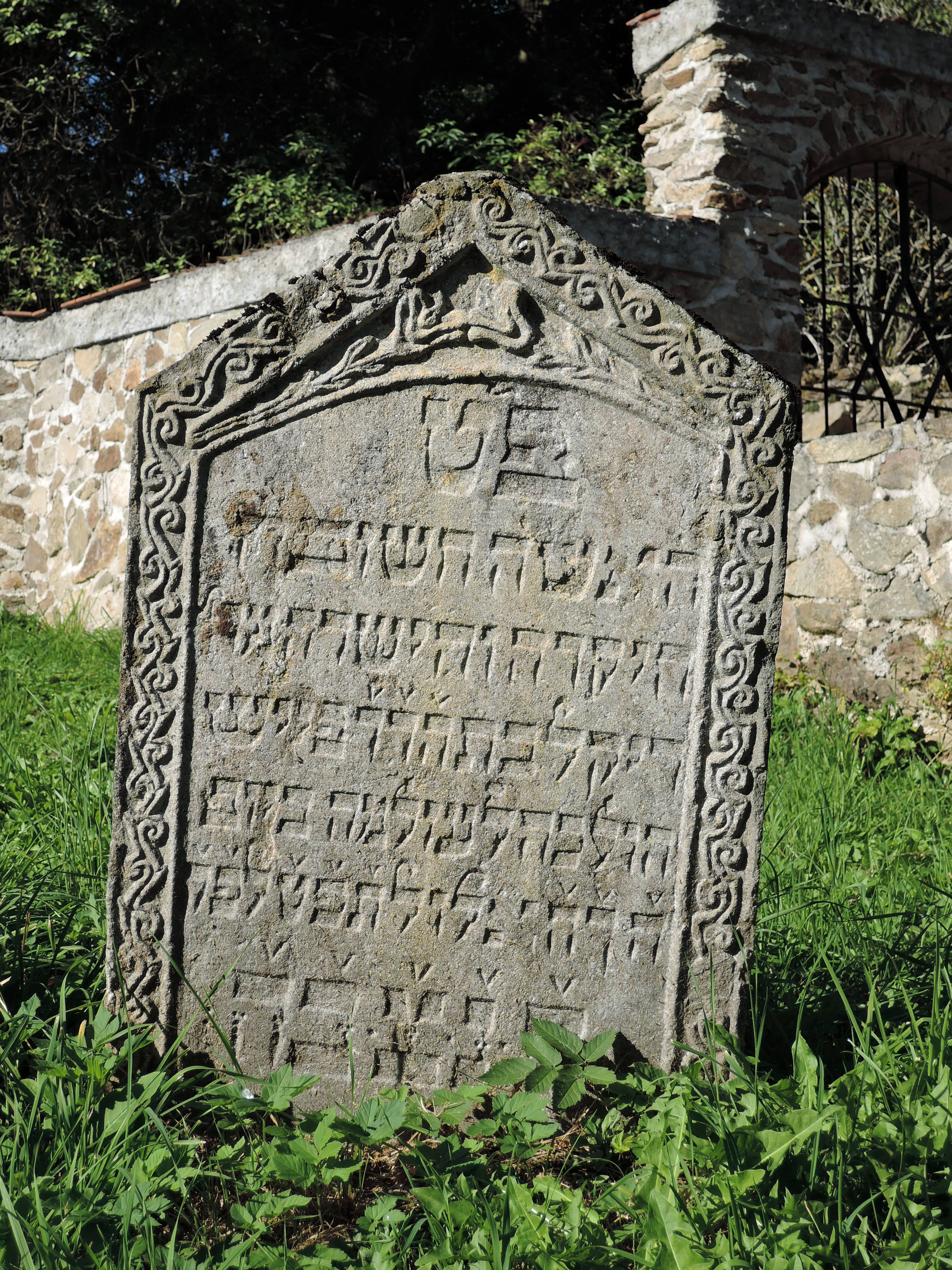
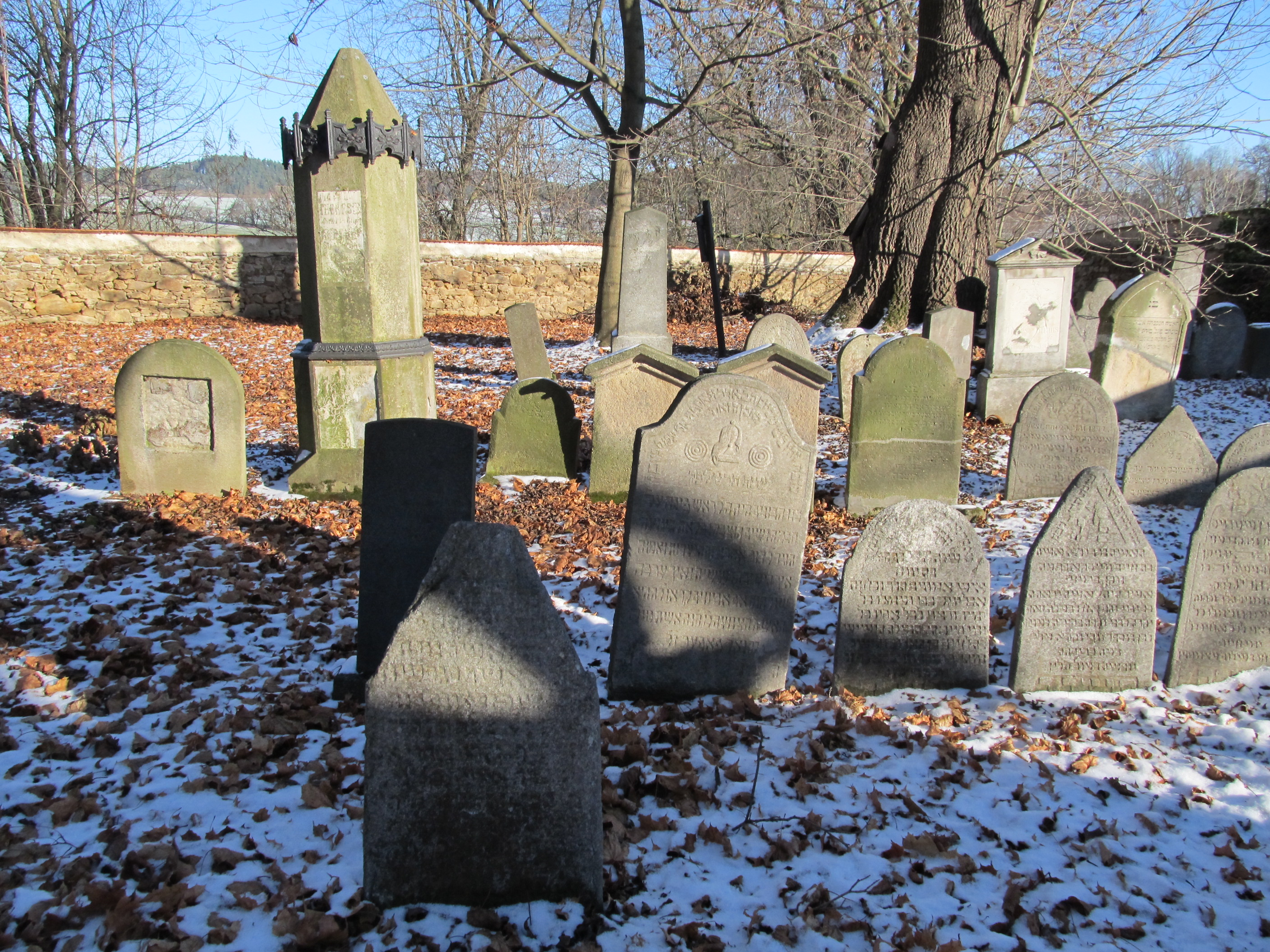